# Gymnochthebius reticulatissimus
Gymnochthebius reticulatissimus är en skalbaggsart som beskrevs av Perkins 1980. Gymnochthebius reticulatissimus ingår i släktet Gymnochthebius och familjen vattenbrynsbaggar. Inga underarter finns listade i Catalogue of Life.